# Night People
Night People es el quinto álbum de estudio de la banda británica You Me at Six. Fue lanzado el 5 de octubre de 2018, a través de Infectious Music. El álbum fue producido por Neal Avron. El primer sencillo "Night People" fue lanzado en agosto de 2016, seguido de "Plus One" el cual fue lanzado en octubre de ese mismo año. El tercer sencillo titulado "Give" fue lanzado el 4 de noviembre.
Night People se ubicó en el número 3 en el Reino Unido, así como en las listas de Australia, Bélgica y Nueva Zelanda. Ocho de sus diez pistas figuraron en UK Rock & Metal Singles and Albums Charts. Después de su lanzamiento, "Take on the World" se lanzó como sencillo en marzo y el grupo realizó una gira por el Reino Unido. Durante el verano, el grupo realizó una gira por los Estados Unidos, actuó en el Big Weekend de BBC Radio 1, los festivales de Reading y Leeds y el festival Sundown.

## Antecedentes
You Me at Six lanzó su cuarto álbum de estudio, Cavalier Youth, en enero de 2014. El grupo lo apoyó con un ciclo de giras de 18 meses, que incluyó la primera gira de arena de la banda y terminó con una aparición en el Festival de la Isla de Wight en junio de 2015. Después de esto, las cuentas de redes sociales de la banda quedaron inactivas. Después de los diez años anteriores de giras constantes, los miembros de la banda se tomaron un descanso, que el vocalista Josh Franceschi consideró "necesario para apreciar las cosas que teníamos, para salir un poco del viaje". Durante el descanso, los miembros de la banda se abstuvieron de escuchar la radio o los álbumes de rock, y en su lugar consumieron música hip hop, grime, soul y funk.
En una entrevista con Kerrang! en mayo de 2015, el guitarrista Max Helyer reveló que la banda se reuniría en el verano para trabajar en nuevas ideas. Franceschi dijo que debido al calendario de giras de Cavalier Youth, no escribieron ningún material nuevo entre 2013 y 2015.

## Lanzamiento
El 10 de agosto de 2016, la banda realizó una transmisión en vivo en su cuenta de Twitter. La transmisión en vivo duró una hora y reveló el hashtag "#NIGHTPEOPLE" y un logotipo. Esto llevó a la especulación de un nuevo álbum, que luego se reveló que se titularía Night People. Al día siguiente, la banda publicó una imagen con la frase "Raise a glass to tomorrow's blues". El 22 de agosto, se anunció el lanzamiento de Night People y se reveló la obra de arte y la lista de canciones del álbum. Un día después, "Night People" fue lanzado como sencillo. El 8 de septiembre, se lanzó un video musical para la canción principal, dirigido por Ryan Vernava y Liam Achaibu. "Plus One" fue lanzado como sencillo el 3 de octubre. 
En octubre, la banda realizó una gira por el Reino Unido con el apoyo de VANT. Al mes siguiente, la banda realizó una gira por Europa con el apoyo de Lower Than Atlantis. "Give" fue lanzado como sencillo el 4 de noviembre. Un remix de Vaults de "Night People" fue lanzado como sencillo el 18 de noviembre.

## Lista de canciones
| N.º | Título              | Duración |  |
| 1.  | «Night People»      | 3:03     |  |
| 2.  | «Plus One»          | 2:34     |  |
| 3.  | «Heavy Soul»        | 3:54     |  |
| 4.  | «Take on the World» | 4:31     |  |
| 5.  | «Brand New»         | 3:20     |  |
| 6.  | «Swear»             | 2:45     |  |
| 7.  | «Make Your Move»    | 3:40     |  |
| 8.  | «Can't Hold Back»   | 3:53     |  |
| 9.  | «Spell It Out»      | 4:27     |  |
| 10. | «Give»              | 3:16     |  |

## Personal
You Me at Six
- Josh Franceschi – Voz
- Chris Miller – Guitarra líder
- Max Helyer – Guitarra rítmica
- Matt Barnes – Bajo
- Dan Flint – Batería, percusión